# Pârâu Crucii (Râciu), Mureș
Pârâu Crucii este un sat în comuna Râciu din județul Mureș, Transilvania, România.